# Times of Swaziland
Le Times of Swaziland est un journal en Eswatini (anciennement appelé Swaziland). Il s'agit du plus ancien journal d'Eswatini, créé en 1897 par Allister Mitchel Miller (1864-1951).